# Lindebeuf
Lindebeuf – miejscowość i gmina we Francji, w regionie Normandia, w departamencie Sekwana Nadmorska.
Według danych na rok 1990 gminę zamieszkiwało 271 osób, a gęstość zaludnienia wynosiła 59 osób/km² (wśród 1421 gmin Górnej Normandii Lindebeuf plasuje się na 638. miejscu pod względem liczby ludności, natomiast pod względem powierzchni na miejscu 720.).